# Toichi Suzuki
Toichi Suzuki (jap. 鈴木 冬一, Suzuki Toichi; * 30. Mai 2000 in Higashiōsaka, Präfektur Osaka) ist ein japanischer Fußballspieler.

## Karriere

### Verein
Toichi Suzuki erlernte das Fußballspielen in der Jugendmannschaft von Cerezo Osaka sowie in der Schulmannschaft der Nagasaki Institute of Applied Sciences High School. Seinen ersten Vertrag unterschrieb er 2019 bei Shonan Bellmare. Der Verein aus Hiratsuka, einer Großstadt im Süden der Präfektur Kanagawa, spielte in der höchsten Liga des Landes, der J1 League. Anfang Januar 2021 wechselte er in die Schweizer erste Liga zum FC Lausanne-Sport. Am Ende der Saison 2021/22 musste er mit dem Klub als Tabellenletzter in die zweite Liga absteigen. Am Ende der Saison 2022/23 feierte er mit dem Klub aus Lausanne die Vizemeisterschaft und den direkten Wiederaufstieg in die erste Liga. Nach insgesamt 83 Ligaspielen, in denen er sechs Treffer erzielte, kehrte er im Januar 2024 nach Japan zurück. Hier schloss er sich in Kyōto dem Erstligisten Kyōto Sanga an. Nach einer Spielzeit, in der er 15 Ligaspiele bestritt, wechselte er im Januar 2025 zum ebenfalls in der ersten Liga spielenden Yokohama F. Marinos.

### Nationalmannschaft
Toichi Suzuki spielte siebenmal in der U17-Nationalmannschaft. Sechsmal trug er das Trikot der japanischen U20-Mannschaft.

## Erfolge
FC Lausanne-Sport
- Schweizer Zweitligavizemeister: 2022/23  ▲